# Eurydike av Aten
Eurydike av Aten,  död cirka 307 f.Kr., var en drottning av Makedonien, gift med kung Demetrios I Poliorketes.  
Hon tillhörde en inflytelserik familj ur Atens aristokrati. Hon gifte sig år 307 med Demetrios I Poliorketes under hans besök i Aten. Äktenskapet arrangerades för att symbolisera alliansen mellan Demetrios I Poliorketes och Aten. 